# Johannes Hendrik Olav Smit
Johannes Baptiste Olaf Smit (Deventer, 19 febbraio 1883 – Roma, 23 giugno 1972) è stato un vescovo cattolico olandese.

## Biografia
Monsignor Johannes Hendrik Olav Smit nacque a Deventer il 19 febbraio 1883 da Antonius Gerhardus Smit, produttore e commerciante di cappelli, e da sua moglie Dorothea Maria Wennekendonk.

### Formazione e ministero sacerdotale
Il 15 agosto 1906 fu ordinato presbitero a Roma. Dopo le lauree in filosofia e teologia, conseguì il dottorato in studi biblici presso la Pontificia Università Gregoriana di Roma. In seguito operò come sacerdote nei Paesi Bassi. Dal 1913 alla nomina episcopale fu professore al seminario maggiore "Rijsenburg" di Driebergen.

### Ministero episcopale
L'11 aprile 1922 papa Pio XI lo nominò vicario apostolico di Norvegia e Spitzbergen e vescovo titolare di Paralo. Ricevette l'ordinazione episcopale il 29 giugno successivo nella chiesa di San Lebunius Deventer dall'arcivescovo metropolita di Utrecht Hendrik van de Wetering, coconsacranti il vescovo di Haarlem Augustinus Josephus Callier e quello di 's-Hertogenbosch Arnold Frans Diepen. Aggiunse il nome Olav, in onore di Sant'Olaf, patrono della Norvegia. Arrivò in Norvegia il 4 ottobre 1922 e prese possesso del vicariato l'8 dello stesso mese con una cerimonia nella cattedrale di Sant'Olav a Oslo.
Il suo periodo in Norvegia non appartiene agli anni più felici della sua vita. Si scontrò infatti con le suore dell'unico ospedale cattolico di Kristiania perché si erano rifiutate di pagare una piccola tassa al vicariato. All'epoca vi era una tassa sugli ospedali, pochi centesimi per ogni giorno in cui veniva usato un letto. Monsignor Smit voleva aumentarla, attirando così l'ira delle sorelle. Tuttavia sostenne fortemente la missione cattolica norvegese. Ad esempio, fondò una rivista, Uit het land van St. Olav, con la quale sperava di reclutare donatori olandesi. Nel 1924 monsignor Smit fondò anche la Sint Olavhuis a Bussum, un istituto dedito alla formazione delle ragazze che volevano far parte di una congregazione missionaria norvegese.
Fu anche al centro di uno scandalo, sebbene lui stesso non fosse colpevole. Una convertita svedese si innamorò di lui e ad un certo punto entrò nella cattedrale di cattedrale di Sant'Olav a Oslo mentre il vescovo era lì e cominciò a spogliarsi. Il vescovo dovette saltare fuori da una finestra per evitarla, ma la notizia in breve circolò in tutta la città. Poco dopo, Einar Rose scrisse un famoso spettacolo di cabaret sull'incidente.
L'11 ottobre 1928 papa Pio XI lo nominò officiale della Curia romana. Non sono ancora state chiarate le ragioni di questo trasferimento. Monsignor Smit infatti partì in fretta senza salutare il vicariato né il re di Norvegia. Si trasferì a Roma e nello stesso anno venne nominato canonico della basilica di San Pietro in Vaticano.
Il 24 novembre 1929 venne aggredito da un'attrice svedese, Gudrun Margerita Ramstad, detta la bionda norvegese. La donna puntò una pistola contro di lui, ma venne disarmata da un altro canonico prima che potesse esplodere un colpo. Nella stampa scandalistica fu suggerito che si trattava di una donna con cui monsignor Smit aveva avuto una relazione quando si trovava in Norvegia. Le prove di questo non sono mai emerse ed è improbabile che il Vaticano abbia preso sul serio questi rapporti, perché monsignor Smit rimase canonico fino alla sua morte. L'episodio innescò una piccola crisi poco dopo la firma dei patti lateranensi, in quanto la Città del Vaticano non volle consegnarla al governo fascista italiano. Si era scoperto infatti che la pistola era scarica e le autorità ecclesiastiche avevano deciso di archiviare il caso, considerando l'attrice una squilibrata mentale.
Fu molto stimato da papa Pio XII, del quale scrisse una biografia. Papa Giovanni XXIII lo nominò assistente al Soglio Pontificio. Fu molto attivo nell'accoglienza dei pellegrini olandesi.
Partecipò al Concilio Vaticano II.
Morì a Roma il 23 giugno 1972 all'età di 89 anni. È sepolto nel campo santo dei teutonici e dei fiamminghi a Roma.

## Opere
- Jan Olav Smit e Hugh O'Flaherty: In our Father’s house. Saint Peter’s and the Vatican, Vatican Polyglot Press, Roma 1939.
- Jan Olav Smit: Pastor Angelicus. Paus Pius XII, J.J. Romen & Zonen, 1949.
- Jan Olav Smit e Reinier Post: Naar Rome. Geïllustreerd handboek voor reizigers naar Rome 6e dr. Utrecht 1958.
- Jan Olav Smit e Hugh O'Flaherty: O Roma felix: Practical guide for walks in Rome, Verdesi, Roma 1959.

## Genealogia episcopale
La genealogia episcopale è:
- Vescovo Johannes Wolfgang von Bodman
- Vescovo Marquard Rudolf von Rodt
- Vescovo Alessandro Sigismondo di Palatinato-Neuburg
- Vescovo Johann Jakob von Mayr
- Vescovo Giuseppe Ignazio Filippo d'Assia-Darmstadt
- Arcivescovo Clemente Venceslao di Sassonia
- Arcivescovo Massimiliano d'Asburgo-Lorena
- Vescovo Kaspar Max Droste zu Vischering
- Vescovo Cornelius Ludovicus van Wijckerslooth van Schalkwijk
- Arcivescovo Joannes Zwijsen
- Vescovo Franciscus Jacobus van Vree
- Arcivescovo Andreas Ignatius Schaepman
- Arcivescovo Pieter Mathijs Snickers
- Vescovo Gaspard Josephus Martinus Bottemanne
- Arcivescovo Hendrik van de Wetering
- Vescovo Johannes Hendrik Olav Smit